# Purnia (Division)
Purnia ist eine Division im indischen Bundesstaat Bihar. Sie hat ihren Verwaltungssitz in Purnia.

## Geschichte
Der Distrikt Katihar wurde am 2. Oktober 1972 aus dem Distrikt Purnia gebildet.

## Distrikte
Die Division Purnia besteht aus vier Distrikten:
| Distrikt   | Hauptstadt | Fläche in km² | Einwohner (Stand: 2001) | Bev.-Dichte in E/km² |
| ---------- | ---------- | ------------- | ----------------------- | -------------------- |
| Araria     | Araria     | 2.830         | 2.158.608               | 763                  |
| Katihar    | Katihar    | 3.056         | 2.389.533               | 782                  |
| Kishanganj | Kishanganj | 1.939         | 1.294.063               | 667                  |
| Purnia     | Purnia     | 3.229         | 1.878.885               | 582                  |